# Hirundo
Genre
Hirundo « sensu lato » est un genre de la famille des Hirundinidae comprend 16 espèces dont l'Hirondelle rustique.
Le genre Hirundo comprenaient 23 espèces de plus maintenant classés en 5 genres : 
- Cecropis (Boie, F, 1826) – 9 espèces (dont l'Hirondelle rousseline);
- Petrochelidon (Cabanis, 1851) – 10 espèces dont 8 espèces étaient classées dans le genre Hirundo ;
- Ptyonoprogne (Reichenbach, 1850) – 4 espèces ;
- Atronanus (de Silva TN, Fernando, Robbins, Cooper, JC, Fokam & Peterson, 2018) – 1 espèce (l'Hirondelle de forêt);
- Pseudhirundo (Roberts, 1922) – 1 espèce (l'Hirondelle à croupion gris)

## Liste des espèces
D'après la classification de référence du Congrès ornithologique international (ordre phylogénique) :
- Hirundo aethiopica (Blanford, 1869) – Hirondelle d'Éthiopie
- Hirundo albigularis (Strickland, 1849) – Hirondelle à gorge blanche
- Hirundo angolensis (Bocage, 1868) – Hirondelle de l'Angola
- Hirundo atrocaerulea (Sundevall, 1850) – Hirondelle bleue
- Hirundo dimidiata (Sundevall, 1850) – Hirondelle à gorge perlée
- Hirundo domicola (Jerdon, 1844) – Hirondelle des Nilgiri
- Hirundo javanica (Sparrman, 1789) – Hirondelle de Java
- Hirundo leucosoma (Swainson, 1837) – Hirondelle à ailes tachetées
- Hirundo lucida (Hartlaub, 1858) – Hirondelle de Guinée
- Hirundo megaensis (Benson, 1942) – Hirondelle à queue blanche
- Hirundo neoxena (Gould, 1843) – Hirondelle messagère
- Hirundo nigrita (Gray, 1845) – Hirondelle à bavette
- Hirundo nigrorufa (Bocage, 1877) – Hirondelle roux et noir
- Hirundo rustica (Linnaeus, 1758) – Hirondelle rustique
- Hirundo smithii (Leach, 1818) – Hirondelle à longs brins
- Hirundo tahitica (J. F. Gmelin, 1789) – Hirondelle de Tahiti